# Вендичанка
Вендичанка — річка в Україні, у Мурованокуриловецькому та Могилів-Подільському районах Вінницької області, права притока Немиї (басейн Дністра).

## Опис
Довжина річки 21 км, похил річки — 6,5 м/км. Формується з багатьох безіменних струмків та водойм. Площа басейну 61,5 км².

## Розташування
Бере початок між селами Кам'янецькі Хутори та Лучинчик. Тече переважно на південний схід через село Вендичани і в селі Борщівці впадає в річку Немию, ліву притоку Дністра.